# Цитотоксические Т-лимфоциты
Т-ки́ллеры, цитотокси́ческие T-лимфоци́ты, CTL (англиц. killer «убийца») — вид Т-лимфоцитов, осуществляющий лизис повреждённых клеток собственного организма. Мишени Т-киллеров — это клетки, поражённые внутриклеточными паразитами (к которым относятся вирусы и некоторые виды бактерий), опухолевые клетки. Т-киллеры являются основным компонентом антивирусного иммунитета.

## Механизм действия
Многие возбудители заболеваний находятся внутри поражённых клеток вне досягаемости для гуморальных факторов иммунитета (таких, как антитела). Чтобы справиться с внутриклеточными паразитами, возникла обособленная система клеточного приобретённого иммунитета, основанная на функционировании T-киллеров. Т-киллеры непосредственно контактируют с повреждёнными клетками и разрушают их. В отличие от NK-клеток, T-киллеры специфически распознают определённый антиген и убивают только клетки с этим антигеном. Существуют десятки миллионов клонов T-киллеров, каждый из которых «настроен» на определённый антиген. (Рецептор T-лимфоцитов структурно отличается от молекулы мембранного иммуноглобулина — рецептора B-лимфоцитов). Клетки клона начинают размножаться при попадании соответствующего антигена во внутреннюю среду организма после активации Т-киллеров Т-хелперами. T-лимфоциты могут узнать чужеродный антиген только в том случае, если он экспрессирован на поверхности клетки. Они узнают антиген на поверхности клетки в комплексе с клеточным маркером: молекулами MHC класса I. В процессе распознавания поверхностного антигена цитотоксический T-лимфоцит вступает в контакт с клеткой-мишенью и в случае обнаружения чужеродного антигена уничтожает её до начала репликации. Кроме того, он продуцирует гамма-интерферон, который ограничивает проникновение вируса в соседние клетки.
Большинство цитотоксических T-клеток относится к субпопуляции CD8+ и распознает антиген, презентированный в ассоциации с молекулами MHC класса I, но меньшая их часть (примерно 10 %), относящаяся к субпопуляции CD4+, способна распознавать антиген в ассоциации с молекулами MHC класса II. Опухолевые клетки, лишённые MHC I, Т-киллерами не распознаются.
Активированные Т-киллеры убивают клетки с чужеродным антигеном, к которому имеют рецептор, вставляя в их мембраны перфорины (белки, образующие широкое незакрывающееся отверстие в мембране) и впрыскивая внутрь токсины (гранзимы). В некоторых случаях Т-киллеры запускают апоптоз заражённой клетки через взаимодействие с мембранными рецепторами.

## Формирование и размножение цитотоксических Т-лимфоцитов
Цитотоксические T-лимфоциты развиваются в тимусе. В образовании уникального Т-клеточного рецептора участвуют сложные механизмы, включающие контролируемый мутагенез и рекомбинацию определённых участков генома. Как и Т-хелперы, Т-киллеры проходят положительную (выживают клетки, хорошо распознающие MHC) и отрицательную (уничтожаются клетки, активирующиеся собственными антигенами организма) селекцию. Предшественники цитотоксических клеток активируются комплексом антигена и молекул MHC класса I, размножаются и созревают под действием интерлейкина-2, а также еще плохо идентифицированных факторов дифференцировки. В ходе селекции бо́льшая часть клонов предшественников T-лимфоцитов погибает посредством индуцированного апоптоза.
Сформированные Т-киллеры циркулируют по кровеносной и лимфатической системам, периодически возвращаясь (хоминг лимфоцитов) в лимфоидные органы (селезёнку, лимфатические узлы и др.). При получении сигнала активации от Т-хелперов определённый клон Т-киллеров начинает пролиферацию (размножение).